# Tatsuru Mukōjima
Tatsuru Mukōjima (向島 建?, Mukōjima Tatsuru; Prefettura di Shizuoka, 9 gennaio 1966) è un ex calciatore giapponese, di ruolo attaccante.